# Certidão de objeto e pé
A certidão de objeto e pé (também denominada certidão narrativa) é um documento oficial sobre o objeto do processo e em que "pé" (fase do trâmite) ele está.
Tal certidão é expedida pelo cartório judicial da vara em que tramita ou tramitou a ação, ou seja, a unidade administrativa que dá apoio ao juiz que está julgando ou julgou a causa, e contém um breve resumo do processo (natureza da ação, partes, principais atos praticados, movimentação, intimações das partes e a fase processual, isto é, a situação atual do processo), permitindo que alguém que não consultou os autos tenha informação a respeito dos atos já praticados.
Está implicitamente prevista na Constituição Federal, em seu Artigo 5.° , XXXIV, "b", da Constituição Federal e geralmente é usada como meio oficial de comprovar o andamento processual para clientes, investidores e usuários de informação gerencial.
É também chamada de certidão de fatos, certidão explicativa, certidão de esclarecimento, certidão de breve relato ou certidão narrativa. 
A certidão deve conter:
- Número do processo
- Nome das partes
- Data da distribuição
- Valor da ação
- Objeto da ação